# Préveza prefektúra
Préveza prefektúra Görögországban, az ország északnyugati részében található Epirusz közigazgatási régióban.
A 11. legkisebb az 55 görög prefektúra közt: területe 1036 km² (majdnem fele akkora, mint a legkisebb magyar vármegye, Komárom-Esztergom). Népessége 59 600 (2005-ös adat).
Székhelye a mintegy húszezer lakosú Préveza város.
Tengerparti prefektúra: nyugati partjait az Adriai-tenger, a délieket az Amvrakiai-öböl vize mossa. 
Préveza prefektúrát 1913-ban hozták létre, amikor Epírosz egésze az első Balkán-háború során csatlakozott Görögországhoz. Ebben az időben a prefektúrához tartozott Lefkáda is, de a sziget 1955-ben kivált Prévezából és önálló prefektúra lett, a Jón-szigetek régión belül.

## Önkormányzatai és közössége
| Önkormányzat | YPES kóde | Székhelye (ha más a neve) | Postai irányítószám |
| ------------ | --------- | ------------------------- | ------------------- |
| Anógio       | 4301      | Gorgomilosz               | 482 00              |
| Fanári       | 4308      | Kanallaki                 | 480 62              |
| Filipiáda    | 4309      |                           | 482 00              |
| Lúrosz       | 4305      |                           | 480 61              |
| Párga        | 4306      |                           | 480 60              |
| Préveza      | 4307      |                           | 481 00              |
| Theszprotikó | 4303      |                           | 483 00              |
| Zálongo      | 4302      | Kanali                    | 481 00              |
| Közösség     | YPES kód  | Székhelye (ha más a neve) | Postai irányítószám |
| Kranéa       | 4304      |                           | 483 00              |

## Külső hivatkozások
- Préveza prefektúra hivatalos honlapja (görögül)

## Fordítás
- Ez a szócikk részben vagy egészben  a   Preveza Prefecture című angol Wikipédia-szócikk ezen változatának fordításán alapul.  Az eredeti cikk szerkesztőit annak laptörténete sorolja fel. Ez a jelzés csupán a megfogalmazás eredetét és a szerzői jogokat jelzi, nem szolgál a cikkben szereplő információk forrásmegjelöléseként.